# 中贾拉
中賈拉（英語：Jarra Central）是西非國家甘比亞的下河區轄下的6個縣之一。根據甘比亞官方2013年的人口調查數據顯示，居住於中賈拉的總人口數為8437人。